# North Down
North Down (irisch An Dún Thuaidh) war einer der 26 nordirischen Districts, die von 1973 bis 2015 bestanden. Der District, dessen Gebiet in der traditionellen Grafschaft Down lag, besaß den Status eines Borough. North Down umfasste die östlichen Vororte von Belfast. Bedeutende Orte waren der Verwaltungssitz Bangor sowie Ballyholme, Groomsport und Holywood. Zum 1. April 2015 ging North Down im neuen District Ards and North Down auf.

## North Down Council
Die Wahl zum North Down Council am 11. Mai 2011 hatte folgendes Ergebnis:
| Partei | Partei                                    | Ergebnis 2011 | Ergebnis 2011 | Veränderung zu 2005 | Veränderung zu 2005 |
| Partei | Partei                                    | Sitze         | Stimmen       | Sitze               | Stimmen             |
| ------ | ----------------------------------------- | ------------- | ------------- | ------------------- | ------------------- |
|        | Democratic Unionist Party (DUP)           | 11            | 36,2 %        | 3                   | 4,8 %               |
|        | Alliance Party                            | 6             | 18,3 %        | 0                   | 2,3 %               |
|        | Ulster Unionist Party (UUP)               | 4             | 13,9 %        | −4                  | −8,1 %              |
|        | Green Party                               | 1             | 7,4 %         | 0                   | −1,6 %              |
|        | Social Democratic and Labour Party (SDLP) | 0             | 1,2 %         | 0                   | −0,7 %              |
|        | Unabhängige                               | 3             | 15,1 %        | 1                   | 4,1 %               |
|        | Sonstige                                  | 0             | 7,8 %         | 0                   | 6,6 %               |